# Ragna Ingólfsdóttir
Ragna Björg Ingólfsdóttir (* 22. Februar 1983 in Reykjavík, Island) ist eine isländische Badmintonspielerin.

## Karriere
Ragna Ingólfsdóttir gewann von 1998 bis 2001 fünf Juniorentitel, bevor sie im letztgenannten Jahr erstmals auch den Titel bei den nationalen Meisterschaften der Erwachsenen holte. Mehr als ein Dutzend Titel folgten bis 2010. 2008 nahm sie an Olympia teil und wurde 33. im Dameneinzel.

## Sportliche Erfolge
| Saison | Veranstaltung                              | Disziplin   | Platz | Name                                         |
| ------ | ------------------------------------------ | ----------- | ----- | -------------------------------------------- |
| 1998   | Island: Einzelmeisterschaften der Junioren | Damendoppel | 1     | Katrín Atladóttir / Ragna Ingólfsdóttir      |
| 2000   | Island: Einzelmeisterschaften der Junioren | Damendoppel | 1     | Ragna Ingólfsdóttir / Oddny Hjobjartsdottir  |
| 2001   | Iceland International                      | Damendoppel | 1     | Vigdís Ásgeirsdóttir / Ragna Ingólfsdóttir   |
| 2001   | Island: Einzelmeisterschaften              | Damendoppel | 1     | Vigdís Ásgeirsdóttir / Ragna Ingólfsdóttir   |
| 2001   | Island: Einzelmeisterschaften der Junioren | Mixed       | 1     | Helgi Jóhannesson / Ragna Ingólfsdóttir      |
| 2001   | Island: Einzelmeisterschaften der Junioren | Dameneinzel | 1     | Ragna Ingólfsdóttir                          |
| 2001   | Island: Einzelmeisterschaften der Junioren | Damendoppel | 1     | Ragna Ingólfsdóttir / Oddny Hjobjartsdottir  |
| 2002   | Island: Einzelmeisterschaften der Junioren | Dameneinzel | 1     | Ragna Ingólfsdóttir                          |
| 2002   | Island: Einzelmeisterschaften              | Damendoppel | 1     | Ragna Ingólfsdóttir / Vigdís Ásgeirsdóttir   |
| 2002   | Iceland International                      | Dameneinzel | 3     | Ragna Ingólfsdóttir                          |
| 2003   | Island: Einzelmeisterschaften              | Damendoppel | 1     | Ragna Ingólfsdóttir / Katrín Atladóttir      |
| 2003   | Island: Einzelmeisterschaften              | Dameneinzel | 1     | Ragna Ingólfsdóttir                          |
| 2004   | Island: Einzelmeisterschaften              | Dameneinzel | 1     | Ragna Ingólfsdóttir                          |
| 2004   | Bulgarian International                    | Damendoppel | 1     | Ragna Ingólfsdóttir / Sara Jónsdóttir        |
| 2005   | Island: Einzelmeisterschaften              | Dameneinzel | 1     | Ragna Ingólfsdóttir                          |
| 2005   | Island: Einzelmeisterschaften              | Damendoppel | 1     | Sara Jónsdóttir / Ragna Ingólfsdóttir        |
| 2006   | Island: Einzelmeisterschaften              | Dameneinzel | 1     | Ragna Ingólfsdóttir                          |
| 2006   | Island: Einzelmeisterschaften              | Damendoppel | 1     | Ragna Ingólfsdóttir / Katrín Atladóttir      |
| 2006   | Iceland International                      | Dameneinzel | 1     | Ragna Ingólfsdóttir                          |
| 2006   | Czech International                        | Dameneinzel | 1     | Ragna Ingólfsdóttir                          |
| 2007   | Island: Einzelmeisterschaften              | Dameneinzel | 1     | Ragna Ingólfsdóttir                          |
| 2007   | Island: Einzelmeisterschaften              | Damendoppel | 1     | Ragna Ingólfsdóttir / Katrín Atladóttir      |
| 2007   | Island: Einzelmeisterschaften              | Mixed       | 1     | Helgi Jóhannesson / Ragna Ingólfsdóttir      |
| 2007   | Hungarian International                    | Dameneinzel | 1     | Ragna Ingólfsdóttir                          |
| 2007   | Victorian International                    | Dameneinzel | 2     | Ragna Ingólfsdóttir                          |
| 2007   | Iceland International                      | Dameneinzel | 1     | Ragna Ingólfsdóttir                          |
| 2007   | Iceland International                      | Damendoppel | 1     | Katrín Atladóttir / Ragna Ingólfsdóttir      |
| 2008   | Island: Einzelmeisterschaften              | Dameneinzel | 1     | Ragna Ingólfsdóttir                          |
| 2008   | Island: Einzelmeisterschaften              | Damendoppel | 1     | Ragna Ingólfsdóttir / Katrín Atladóttir      |
| 2008   | Olympia                                    | Dameneinzel | 33    | Ragna Ingólfsdóttir                          |
| 2009   | Iceland International                      | Damendoppel | 1     | Ragna Ingólfsdóttir / Snjólaug Jóhannsdóttir |
| 2009   | Iceland International                      | Dameneinzel | 1     | Ragna Ingólfsdóttir                          |
| 2010   | Island: Einzelmeisterschaften              | Damendoppel | 1     | Ragna Ingólfsdóttir / Katrín Atladóttir      |
| 2010   | Island: Einzelmeisterschaften              | Dameneinzel | 1     | Ragna Ingólfsdóttir                          |
| 2011   | Welsh International                        | Dameneinzel | 2     | Ragna Ingólfsdóttir                          |